# Chloethripa chlorana
Chloethripa chlorana är en fjärilsart som beskrevs av George Francis Hampson 1896. Chloethripa chlorana ingår i släktet Chloethripa och familjen trågspinnare. Inga underarter finns listade i Catalogue of Life.